# 波馬茲

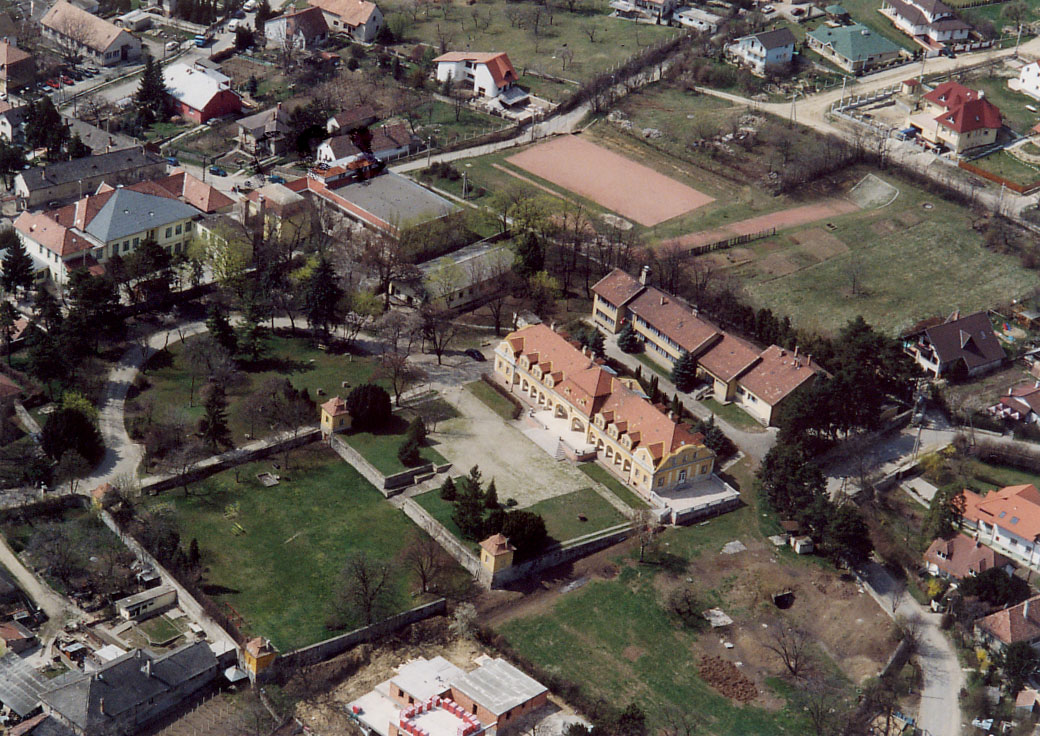

波馬茲是匈牙利的城鎮，位於該國北部，距離首都布達佩斯2.37公里，由佩斯州負責管轄，面積49.03平方公里，2011年人口17,066，其中約一半居民信奉天主教。